# Arioch
Arioch (in ebraico אַרְיוֹךְ‎? ’Aryōḵ) è un nome ebraico che significa "leone feroce". Appare originariamente nel libro della Genesi capitolo 14, come il nome del "Re di Ellasar", parte della confederazione di re che combatterono con i re di Sodoma e Gomorra e con Abramo nella battaglia della Valle di Siddim. All'inizio del XX secolo, era comune identificarlo con "Eriaku" - una lettura alternativa di Rim-Sin o di suo fratello Warad-Sin, che erano sovrani Elamiti di Larsa, contemporanei di Hammurabi, anche se questa identificazione è messa in dubbio da parte di studiosi in anni più recenti ed è ora in gran parte abbandonato, in parte a causa di iscrizioni Nuzu che fanno riferimento a un re Hurrita di nome Ariukki.
In alternativa Ellasar avrebbe potuto essere il sito denominato Alashiya, che ora si pensa essere vicino ad Alassa a Cipro, dove c'era un palazzo del tardo Bronzo, distrutta dai Popoli del Mare.
Arioch è uno degli angeli caduti sotto il comando di Satana.
Sotto il dominio di questo demonio vi sono le arti belliche ed è “il vendicatore per eccellenza”.

## Nella letteratura
Arioch è il nome di un demonio reperibile in alcuni grimori. È nominato anche nel Paradiso perduto di John Milton (vi. 371) come uno degli angeli caduti sotto il comando di Satana. Viene nominato anche nel libro Quando il diavolo ti accarezza di Luca Tarenzi ed è uno dei protagonisti.
Arioch appare nei romanzi fantasy di Michael Moorcock nella saga di Elric, nelle storie di Hawkmoon e i romanzi su Corum. È il patrono del chaos di Elric e dei suoi antenati, ma anche il "Cavaliere delle Spade" o "Duca delle Sette Tenebre", una delle 3 maggiori divinità del Chaos nei libri di Corum (le altre due divinità sono la "Regina delle Spade" Xiombarg e il "Re delle Spade" Mabelode il Senzafaccia. Tutte e tre le divinità usano pedine umane come Elric e Corum per sconfiggere i Signori della Legge.
Questi libri sono stati grande fonte di ispirazione per numerosi giochi di ruolo, primo fra tutti Stormbringer della Chaosium.

## Nella musica
Arioch è stato anche il nickname di Daniel Rostén, usato nel periodo Funeral Mist e Triumphator, ora conosciuto col nickname Mortuus La heavy metal band fiorentina Domine gli ha dedicato la canzone Arioch, the chaos star.